# Муса аль-Алами
Муса аль-Алами (араб. موسى علمي‎) — мэр города Иерусалим в XIX веке, с 1869 года.

## Биография
Муса Фаиди аль-Алами родился в районе Мусрара Иерусалима, Палестина, в известной семье.
Его сын Файди ал-Алами тоже был мэром этого города (1907—1909). Его внук, которого также звали Муса Алами, был помощником генерального прокурора Палестины под британским мандатом.
Его сестра была замужем за Джамалом аль-Хусейни.